# Massacre d'Ekité
Le massacre d'Ekité est une tuerie de masse perpétré le 31 décembre 1956 à Ekité au Cameroun à la suite d'une expédition punitive menée par les forces coloniales françaises, lors de la guerre du Cameroun.

## Contexte
Les maquisards, nom donné aux nationalistes upécistes actifs dans les forêts, viennent d’attaquer un rassemblement catholique à Ekité. Un garde a eu la gorge tranchée.  
Ekité, comme plusieurs villages de la Sanaga-Maritime, est une ville réputée hostile à l'administration coloniale française et acquise au front des nationalistes upécistes. C'est un fief pour les partisans de l'UPC, la zone d'action de Ruben Um Nyobè. La ville est un abri pour les maquisards. 
Le massacre a lieu durant la campagne de pacification menée par les troupes coloniales françaises dans la Sanaga-Maritime.  
Les forces régulières ont une réaction vive et tirent facilement faisant des dizaines de morts.  

## Déroulement
La nuit du 30 au 31 décembre 1956, les troupes coloniales françaises entrent à Ekité, où elles massacrent plusieurs dizaines, peut-être une ou deux centaines, de ses habitants. 
Les troupes coloniales étaient à la recherche de combattants indépendantistes, membres de l'Union des populations du Cameroun (UPC). Qualifiés de « rebelles », de « fous » en « état de surexcitation extraordinaire », sous l'empire magique de la sorcellerie ou du vin de palme.
Gabriel Haulin, capitaine et commandant de la Garde camerounaise qui dirigeait l'attaque, a dénombré des dizaines de morts dont au moins cinquante-six cadavres retrouvés.
Pierre Messmer, haut commissaire de la République au Cameroun dira : « les pelotons de la Garde ont rencontré, dans la forêt entourant ce village, un groupe rebelle important (trois cents ou quatre cents personnes), formé d'upécistes convaincus, venus pour un bon nombre de Douala, et auxquels avaient été administrée une drogue (vraisemblablement du haschich, d'après les constatations médicales faites sur les blessés) ».
Un champ des martyrs est identifié par des riverains, il est le lieu d'une commémoration des cinquante ans en 2016 par des upécistes.

### Nombre de victimes
Des nationalistes parlent de deux cents morts,. Gabriel Haulin dénombre cinquante-six cadavres, et « d'autres cadavres de rebelles tués en forêt, non retrouvés, ne sont pas comptés ».

### Témoins
Gabriel Haulin est commandant de la troupe qui dirige l'attaque. L'administrateur colonial Philippe Antoine — devenu « père blanc » peu après ses six années au Cameroun et ses quatre ans passés au cabinet de Michel Debré à Matignon — était sur place, et a accompagné/mené la troupe de « gardes très excités ». Les troupes ne font pas de distinction et vont « tirer dans le tas, tirer dans les fourrés où se cachaient les maquisards. Pendant quinze minutes, jusqu'à ce que je demande à l'officier d'arrêter le feu ». Il ajoute : « C'est allé très vite, on a fait quelques prisonniers et le chef de région a fait enterrer les morts dans la foulée ».
Odile Mbouma était assise au pied d'un arbre quand elle a soudain entendu des coups de feu des troupes à la recherche des nationaliste Upécistes.
Des rescapés, enfants de rescapés tel Benoît Bassemel, témoins, populations locales - tels Odile Mbouma, M. Kell - et proches de survivants évoquent cet épisode avec « la chair de poule »,.

### Fosses communes
Il se trouve plusieurs, au moins trois, fosses communes dans lesquelles les nationalistes ont été enterrés.

## Presse et mémoire
La presse locale au moment des faits semble muette. Le massacre fait partie d'une guerre passée sous silence selon la presse 60 ans plus tard.  
Les rapports militaires sont inaccessibles et il n'existent pas du côté de l'administration. Il n'y a aucun service officiel pour la mémoire. Quelques personnes y déposent - sur initiative personnelle ou en groupe - des gerbes pour le souvenir. 